# Erzbistum Vaduz

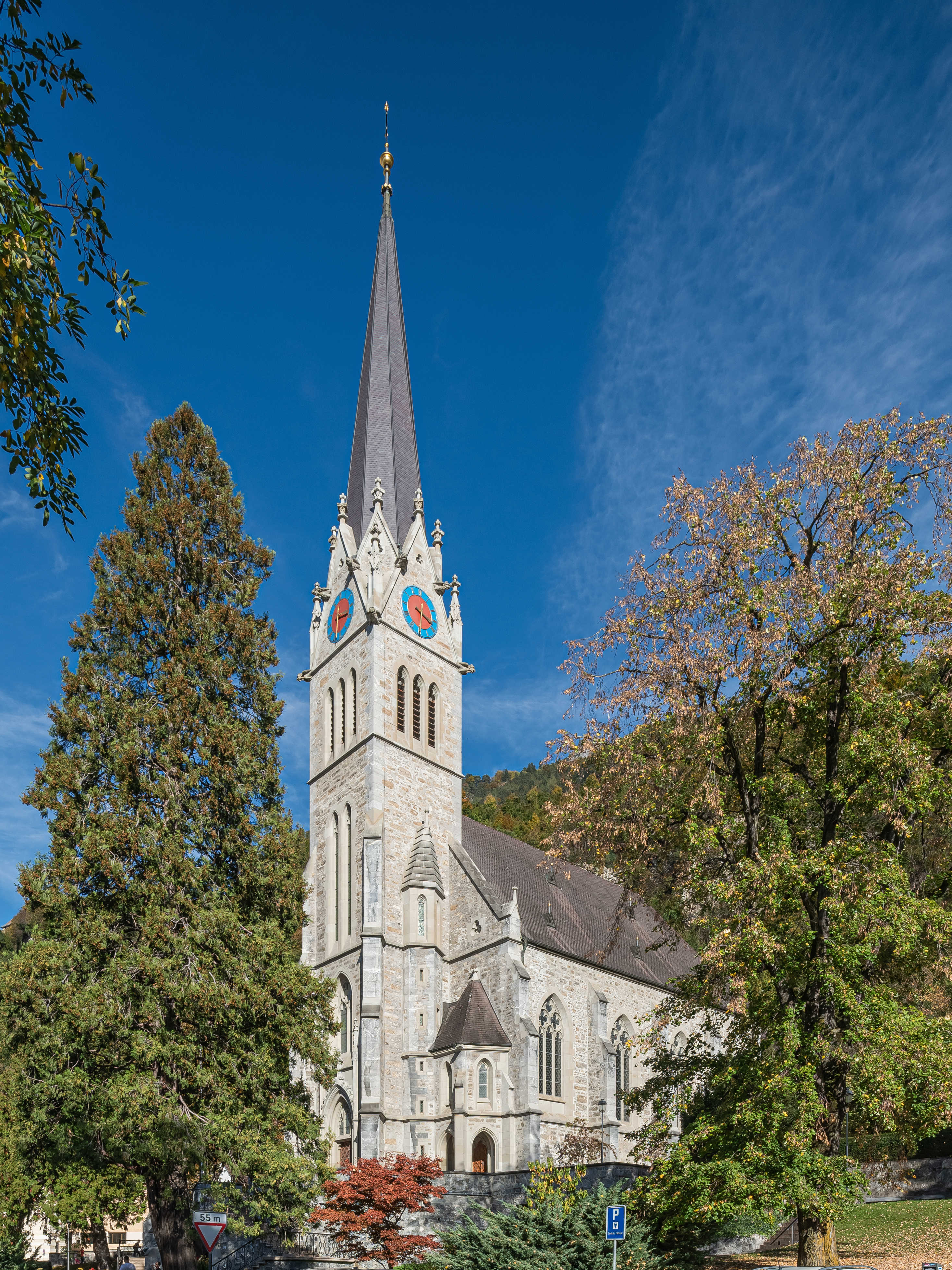
Kathedrale St. Florin

Das Erzbistum Vaduz (lateinisch Archidioecesis Vadutiensis) erstreckt sich geografisch auf das Staatsgebiet des Fürstentums Liechtenstein, es ist damit eines der kleinsten Erzbistümer der römisch-katholischen Kirche.

## Geschichte
Das Erzbistum Vaduz wurde am 2. Dezember 1997 von Papst Johannes Paul II. mit der apostolischen Konstitution Ad satius consulendum errichtet. Zuvor war das Gebiet als Dekanat Liechtenstein ein Teil des Bistums Chur. Der öffentliche und feierliche Vollzug fand am 21. Dezember 1997 in der zur Kathedrale erhobenen Pfarrkirche St. Florin von Vaduz statt. Die Erzdiözese ist direkt dem Heiligen Stuhl unterstellt und gehört keiner Bischofskonferenz an. Die Gründung des Erzbistums ermöglichte es, den aus Liechtenstein stammenden Bischof des Bistums Chur, Wolfgang Haas, der wegen seiner konservativen Ansichten in seinem Bistum umstritten war, in das nahegelegene Vaduz zu versetzen. In der Bevölkerung Liechtensteins rief die Erhebung zum Bischofssitz erhebliche Kritik hervor, es wurde mit einer Kirchenbesetzung und einer Störung der Amtseinführung gedroht. Die Regierung, fast der gesamte Liechtensteiner Landtag und der Kirchenchor boykottierten die Feier. Fürst Hans Adam II. hingegen stellte sich hinter Bischof Haas und das neue Erzbistum.
Als Papst Franziskus zur Vorbereitung der Weltbischofssynode 2023 in allen Diözesen einen Synodalen Prozess initiierte, bei dem aus jedem Bistum eine Stellungnahme erwartet wird, um die Meinungen in der gesamten Breite der Weltkirche zu dokumentieren, verweigerten Erzbischof Wolfgang Haas und die katholischen Priester im Erzbistum Vaduz die Mitwirkung. Der Verein für eine offene Kirche führte daraufhin eine Umfrage und Diskussionsveranstaltungen durch, deren Ergebnisse im Juni 2022 vorgestellt wurden und an die Kirchenleitung weitergeleitet werden sollen. Der Verein beklagte die Verweigerung einer ernsthaften Beteiligung der Laien und äußerte die Hoffnung, dass bei einem Bischofswechsel das Bistum Vaduz wieder mit einem Nachbarbistum und einer Bischofskonferenz verbunden werde. Im Dezember 2022 startete der Verein für eine offene Kirche eine Kampagne namens «Wir sind Ohr», inspiriert vom Bistum Basel. Im gleichen Monat teilte der Rat der europäischen Bischofskonferenzen (CCEE) mit, dass Liechtenstein durch die Schweizer Bischofskonferenz beim europäischen Synodentreffen in Prag vertreten werde. Einige Tage später zog der CCEE dies als Missverständnis zurück und betonte, dass Liechtenstein beim europäischen Synodentreffen nicht dabei sein werde, da es als einziges europäische Land nicht Mitglied im CCEE ist. Der für Liechtenstein zuständige Nuntius Martin Krebs wies jedoch darauf hin, dass auch liechtensteinische Einzelpersonen und Gruppen trotz der Verweigerung des Erzbischofes Haas sich am synodalen Prozess einbringen können.
Anfang 2023 konstatierte die Süddeutsche Zeitung, dass sich das Erzbistum Vaduz zu einem Sammelbecken erzreaktionärer Priester sowie zu einem Zentrum kirchlich, politisch und anderweitig auffälliger Priester im deutschsprachigen Raum entwickelt habe.
Nach im Mai 2023 veröffentlichten Recherchen des Nachrichtenmagazins Der Spiegel hat Diözesanbischof Wolfgang Haas im Erzbistum Vaduz in den vergangenen Jahren ein in Teilen reaktionäres Kirchensystem etabliert. So habe Haas gezielt erzkonservative Männer zum Beispiel aus Deutschland nach Liechtenstein geholt, um sie in seinem Erzbistum zu Priestern zu weihen. In den Recherchen werden Haas und anderen Verantwortlichen im Bistum systematische Intransparenz, Demokratiefeindlichkeit und Verachtung gegenüber den weltlichen Strukturen des Fürstentums vorgeworfen. 
Gegen einen ehemaligen Pfarrer des Erzbistums, der bis 2020 die Gemeinde Ruggell seelsorgerisch betreute, wurden im Januar 2023 vom fürstlichen Obergericht Liechtensteins die Untersuchungen wegen sexuellen Missbrauchs eines achtjährigen Mädchens wieder aufgenommen, die Anfang 2020 mangels Beweisen eingestellt worden waren. Bei einer Hausdurchsuchung fanden die Ermittler selbstgedrehte Sex-Videos, Kinderpornografie sowie Hinweise auf eine rechtsextreme Gesinnung. Im Browserverlauf des Mobiltelefons des Geistlichen wurden 196 Internetseiten mit pornografischem Inhalt mit Kindern und Jugendlichen gefunden. Das Bistum Limburg hatte 2006 die Priesterweihe des Geistlichen wegen erheblicher Zweifel an seiner Eignung abgelehnt. Nach seinem Wechsel ins Erzbistum Vaduz wurde er von Erzbischof Wolfgang Haas ohne Einwände zum Priester geweiht.
Am 20. September 2023 nahm Papst Franziskus den Rücktritt von Erzbischof Haas an und berief den Feldkircher Bischof Benno Elbs zum Apostolischen Administrator des Erzbistums Vaduz. Unter der Leitung von Benno Elbs bekam das Erzbistum eine Ombudsstelle gegen sexuellen Missbrauch.

## Patrone und Diözesankalender
Die Hauptpatronin des Erzbistums ist die heilige Jungfrau und Gottesmutter Maria, und zwar unter dem Titel Mariä Geburt (8. September). Nebenpatrone sind der heilige Märtyrer Luzius und der heilige Florinus.
Im Erzbistum Vaduz wird der Regionalkalender für das deutsche Sprachgebiet um die folgenden Eigenfeiern ergänzt (dahinter jeweils der Rang):
- 20. Januar: Hl.  Sebastian – G (im RK: g)
- 30. Januar: Hl.  Eusebius, Mönch in St. Gallen, Einsiedler auf dem Viktorsberg – g
- 4. Februar: Hl. Maria de Mattias, Jungfrau, Ordensgründerin – g
- 6. März: Hl. Fridolin von Säckingen – G (im RK: g)
- 11. Mai: Hl. Mamertus, Bischof von Vienne – g
- 15. Mai: Maria, Trösterin der Betrübten – g
- 27. Juni: Maria,  Mutter der immerwährenden Hilfe – g
- Samstag nach dem Herz-Jesu-Fest: Unbeflecktes Herz Mariä – G
- 16. Juli: Maria Einsiedeln – G
- 5. August: Jahrestag der Weihe der  Kathedrale – in der Kathedrale H, im übrigen Bistum F
- 16. August: Hl. Theodor, Bischof – g
- 7. September: Hl.  Magnus, Abt – g
- 8. September: Mariä Geburt, Hauptpatrozinium des Erzbistums – H (im RK: F)
- 11. September: Hll. Felix und Regula, Märtyrer – g
- 30. September: Hll.  Ursus und Viktor, Märtyrer – g
- 3. Oktober – Hl. Adalgott, Bischof von Chur – g
- 15. Oktober: Hl.  Leopold, Markgraf von Österreich – g
- 21. Oktober: Kaspar del Bufalo, Priester, Ordensgründer – g
- 25. Oktober: Hl. Niklaus von Flüe (Bruder Klaus), Einsiedler, Friedensstifter – H (im RK g)
- 28. Oktober: Hl.  Gallus, Mönch, Einsiedler, Glaubensbote am Bodensee – G (im RK g)
- 31. Oktober: Hl.  Wolfgang, Bischof von Regensburg – G (im RK g)
- 16. November: Hl.  Otmar, Gründerabt von St. Gallen – g
- 17. November: Hl. Florin, – in der Kathedrale H, im übrigen Bistum F
- 2. Dezember: Hl. Luzius, Bischof von Chur, Glaubensbote, Märtyrer – H (im RK g)
- 6. Dezember: Hl.  Nikolaus, Bischof von Myra – G (im RK: g)

Abkürzungen: H = Hochfest, F = Fest, G = gebotener Gedenktag, g = nicht gebotener Gedenktag, RK = Regionalkalender für das deutsche Sprachgebiet

## Struktur

### Bistumsgliederung
Das Erzbistum Vaduz besteht aus zehn Pfarreien:
| - Balzers, Pfarrei St. Nikolaus und Martin - Bendern, Pfarrei Mariä Himmelfahrt - Eschen, Pfarrei St. Martin mit Kaplanei Nendeln - Mauren, Pfarrei St. Peter und Paul - Ruggell, Pfarrei St. Fridolin | - Schaan und Planken, Pfarrei St. Laurentius - Schellenberg, Pfarrei Unbeflecktes Herz Mariens - Triesen, Pfarrei St. Gallus und Martin - Triesenberg, Pfarrei St. Josef - Vaduz, Dompfarrei St. Florin |

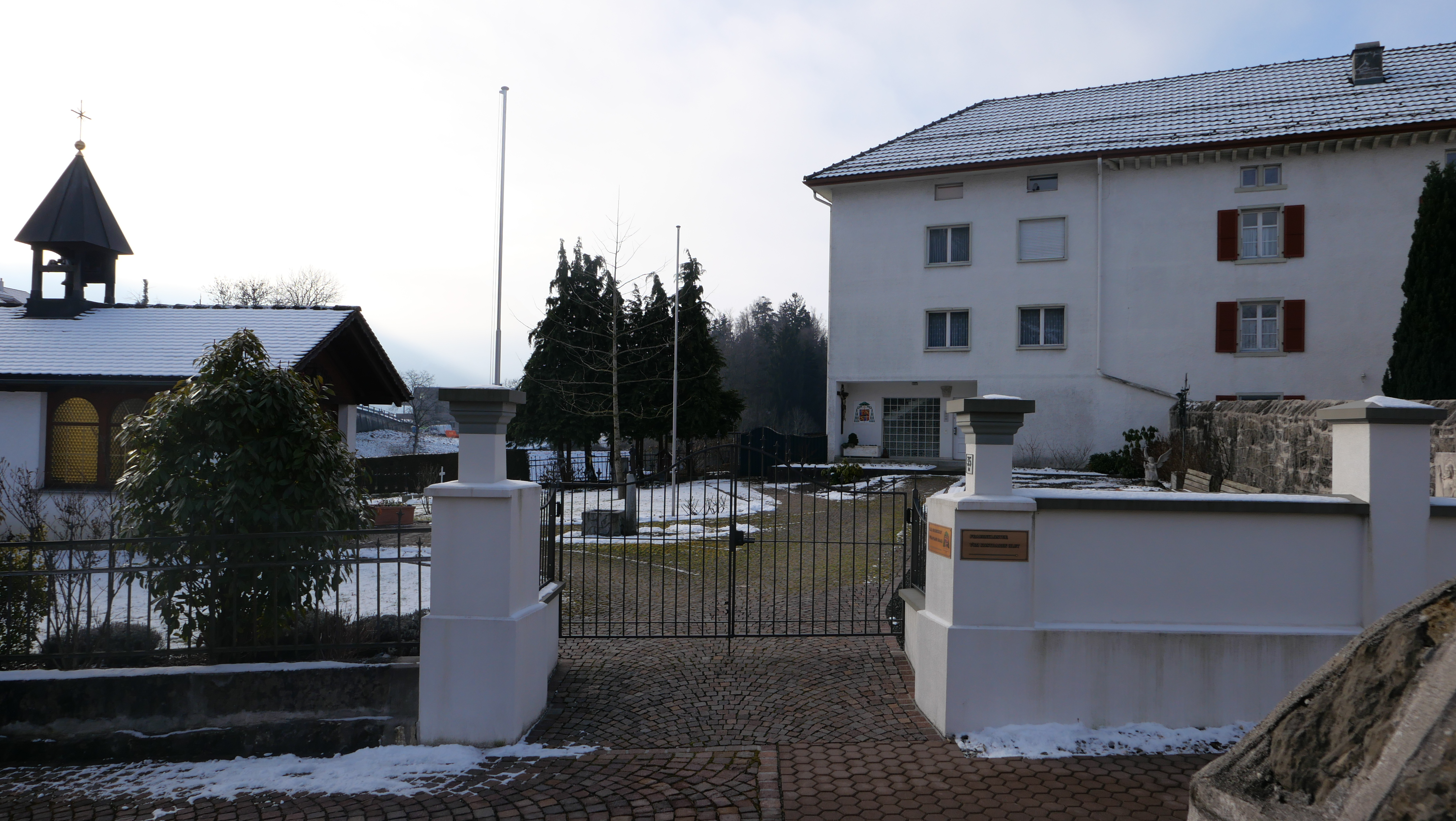
Die Residenz in Schellenberg

### Infrastruktur
Der Wohnsitz des Erzbischofs, die Erzbischöfliche Kanzlei und das Sekretariat befinden sich im Frauenkloster der Schwestern vom Kostbaren Blut (SPPS) in Schellenberg. Das Erzbischöfliche Generalvikariat hingegen befindet sich in Vaduz.

## Liste der Erzbischöfe von Vaduz
- 1997–2023: Wolfgang Haas (* 1948), vormals Bischof von Chur 1990–1997, emeritiert 2023
- seit 2023: Apostolischer Administrator Benno Elbs (* 1960), Bischof von Feldkirch